# Katja Landau
Katja Landau[n. 1] (Viena, 29 juny de 1905 - ?) nascuda Katja Julia Lipschützt va ser una activista política austríaca, publicista i militant del KPÖ i del POUM. Es va exiliar a Mèxic.

## Biografia
Nascuda en el si d'una família jueva ortodoxa, de la branca del Judaisme conservador (Masortí). Des del 1923 va mantenir una relació sentimental amb el polític comunista i també jueu Kurt Landau, amb el qual es va casar el 1927 [1]  Tots dos van militar al Partit Comunista d'Àustria (KPÖ) tot i que, aviat se'n van distanciar per l'adscripció ideològica del partit a l'estalinisme soviètic. El 1929 es van traslladar a Berlín,[4] on van col·laborar amb l'esquerra anti estalinista alemanya. El 1933 l'ascensió del nazisme al poder va desencadenar cruentes persecucions contra jueus i comunistes i es van refugiar a París.
El novembre de 1936, quatre mesos després de l'esclat de la Guerra civil espanyola, es van traslladar a Barcelona. La parella va treballar pel Partit Obrer d'Unificació Marxista (POUM),[5] Kurt Landau com a traductor, propagandista i escriptor i Katja en el Secretariat Femení. Després dels Fets de maig de 1937, les autoritats republicanes van il·legalitzar el POUM. El 17 juny 1937, Katja Landau va ser detinguda per agents estalinistes, enviada a les txeques i reclosa a la Presó de dones de les Corts.[6] Després de dos mesos sense saber de quins càrrecs l'acusaven i sense notícies del seu marit, va iniciar una vaga de fam, a la qual es van sumar centenars de preses [7]per forçar les autoritats republicanes a investigar els fets. Al cap de vuit dies, el ministre de justícia Manuel de Irujo Ollo li va confirmar personalment que el seu marit Kurt Landau, havia estat segrestat i assassinat per agents estalinistes. El gener de 1938 va ser excarcerada i deportada a França,on va iniciar una campanya de divulgació dels crims polítics comesos a l'Espanya Republicana contra els líders del POUM [10](Escrits que posteriorment han sigut recopilats en un llibre titulat Los verdugos de la revolución, editat en castellà el 2007)
El 1941, en plena Segona Guerra Mundial, Landau va viatjar de Marsella a Casablanca acompanyada de Benjamín Balboa López, ex militar de l'Armada de la República Espanyola, que ajudat per la Junta d'Auxili als Republicans Espanyols(JARE) va aconseguir embarcar cap a Mèxic. Sis mesos després, el va seguir Katja Landau. Es van casar el 1953. Balboa López va morir el 1976.